# Noarootsi
Noarootsi (en estonien : Noarootsi vald, en suédois : Nuckö kommun) est une ancienne municipalité rurale d'Estonie située dans le comté de Lääne. Son chef-lieu était Pürksi.

## Géographie

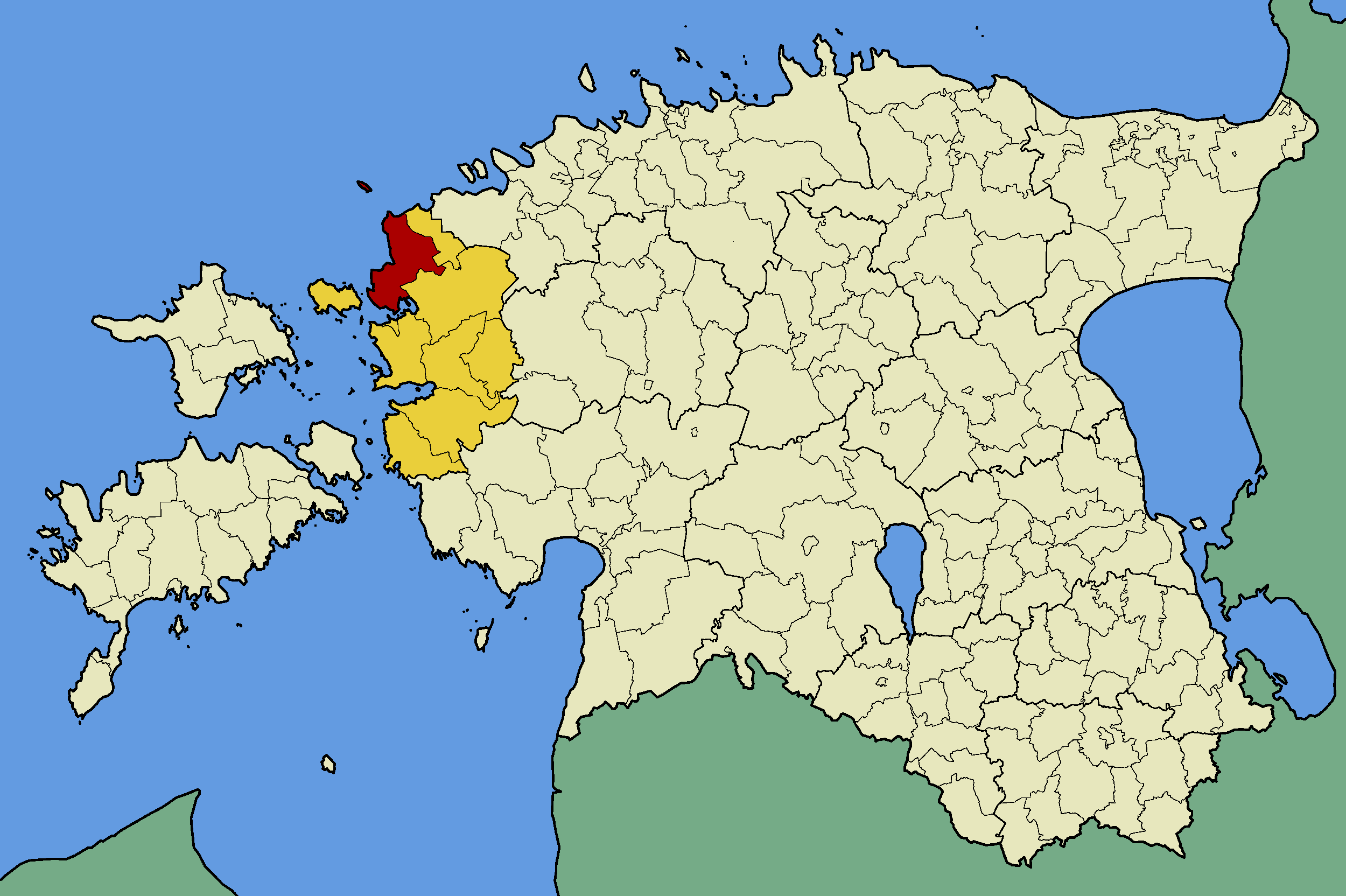
Ancienne commune de Noarootsi (rouge), dans le comté de Lääne (jaune).

Elle s'étendait sur 296 km2 au nord-ouest du comté de Lääne, sur la côte de la mer Baltique.
La municipalité comprenait 23 villages (suivi du nom suédois) : Aulepa (Dirslätt), Dirhami (Derhamn), Einbi (Enby), Elbiku (Ölbäck), Hara (Harga), Hosby, Höbringi (Höbring), Kudani (Gutanäs), Osmussaar (Odensholm), Paslepa (Pasklep), Pürksi (Birkas), Riguldi (Rickul), Rooslepa (Roslep), Saare (Lyckholm), Spithami (Spithamn), Sutlepa (Sutlep), Suur-Nõmmküla (Klottorp), Tahu (Skåtanäs), Telise (Tällnäs), Tuksi (Bergsby), Vanaküla (Gambyn), Väike-Nõmmküla (Persåker) et Österby.

## Histoire
En octobre 2017, elle a fusionné avec la commune de Lääne-Nigula.

## Démographie
La population s'élevait à 767 habitants en 2012.

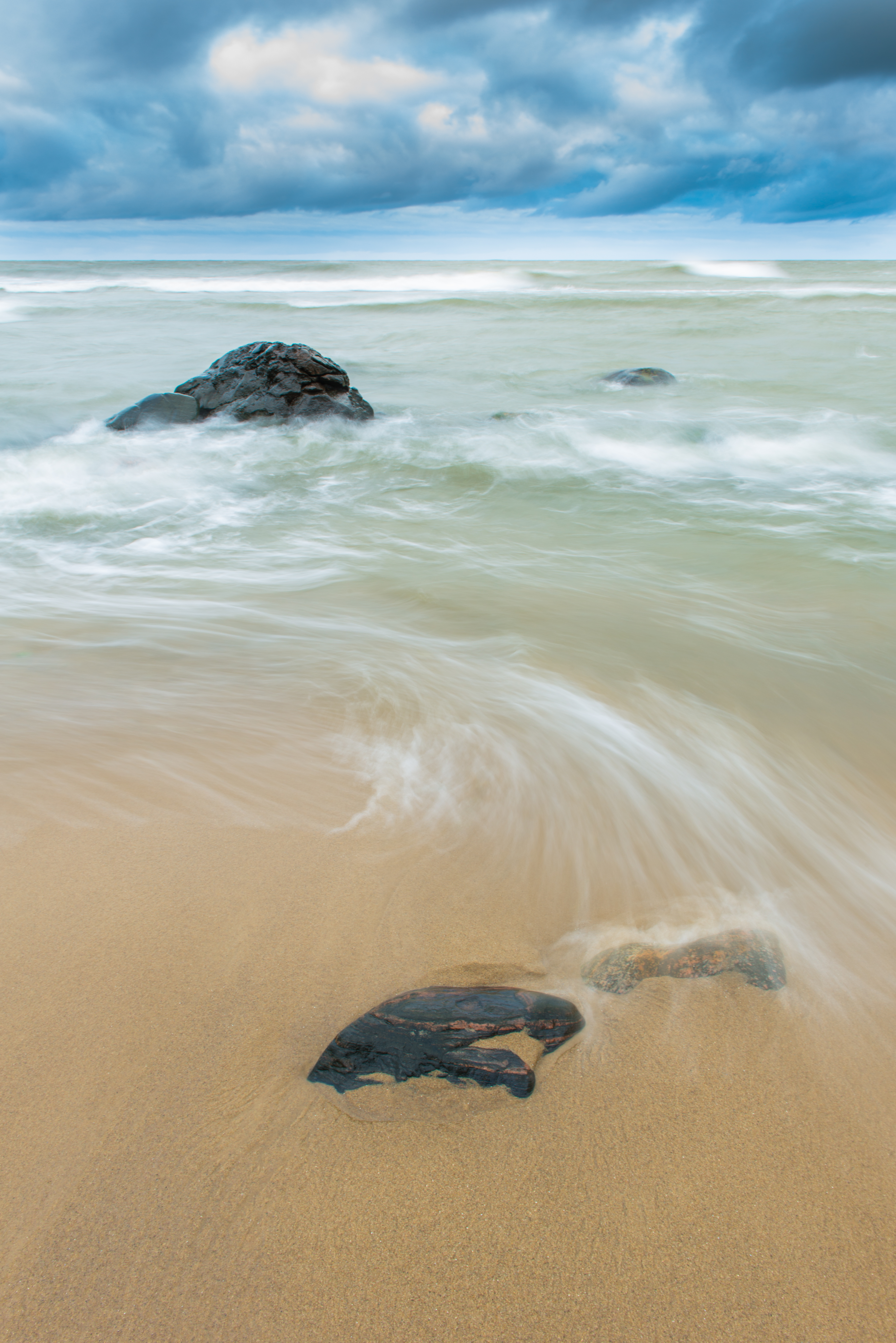
Põõsaspea
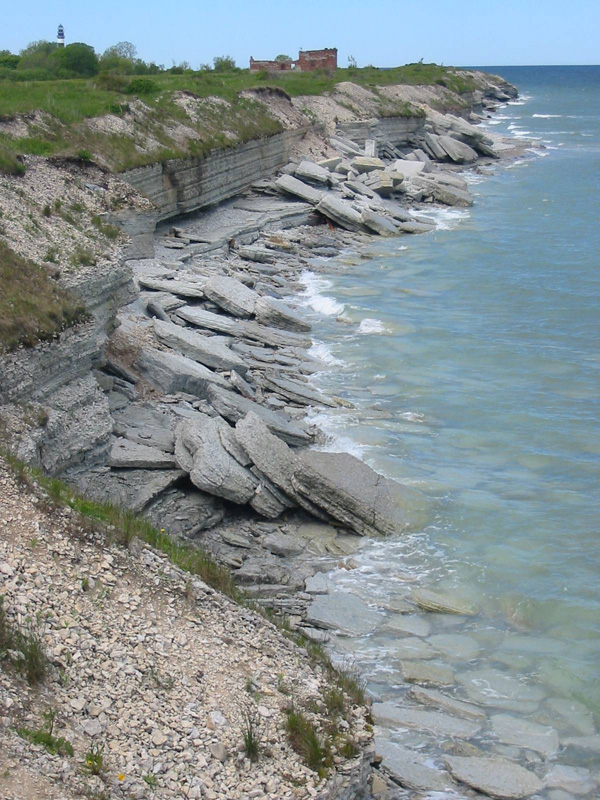
Osmussaar
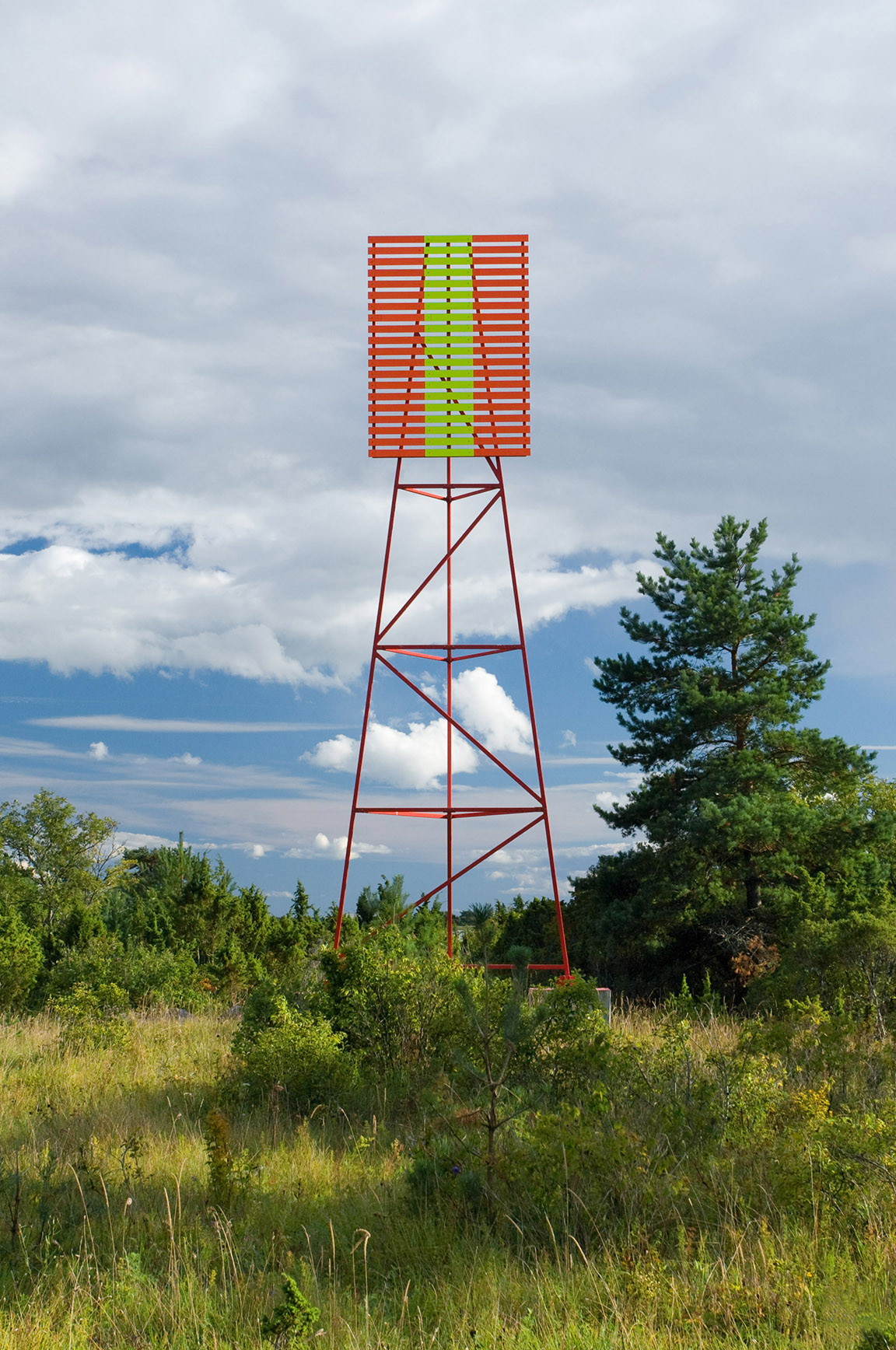
Ramsi
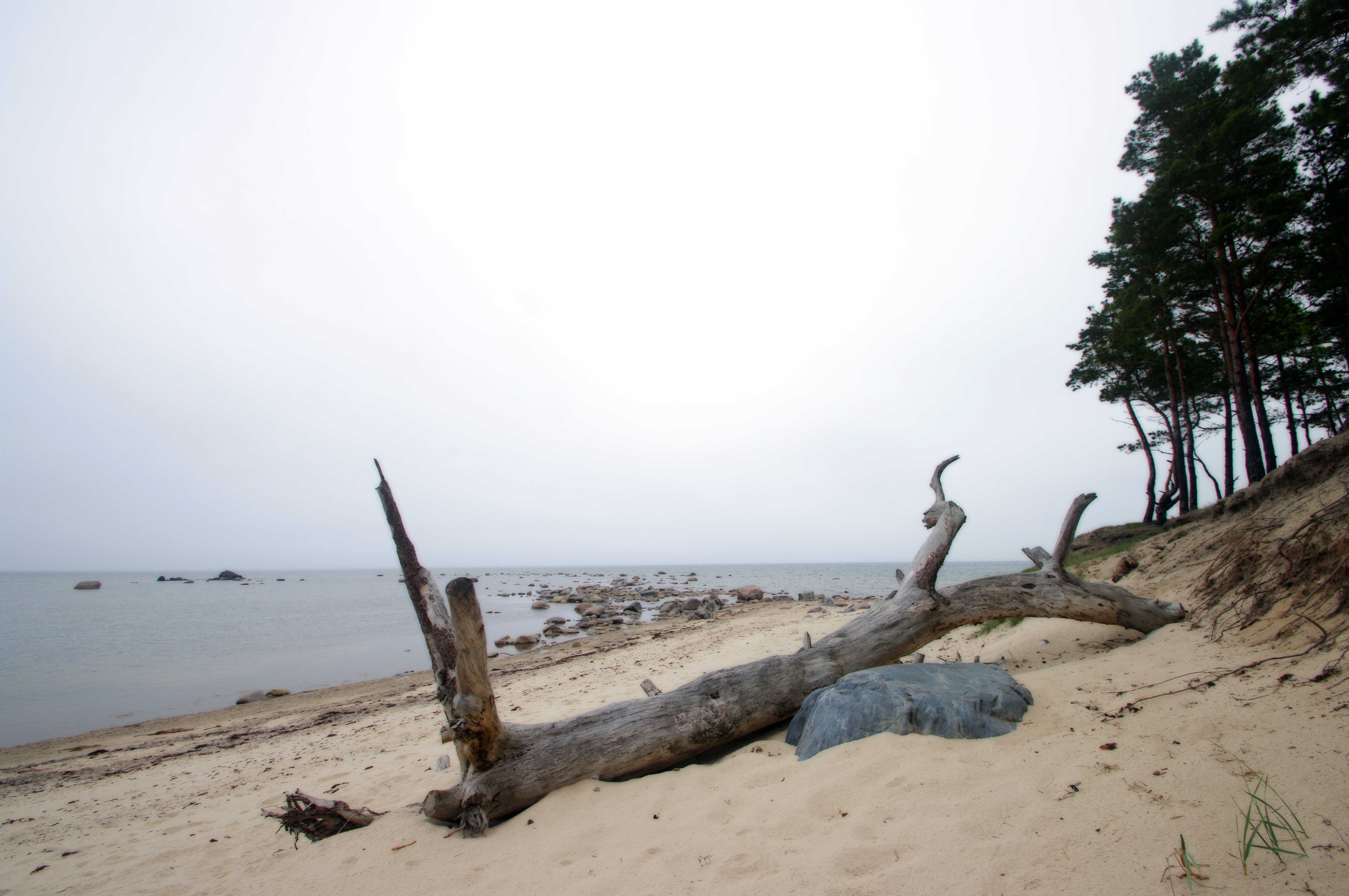
Dirhami
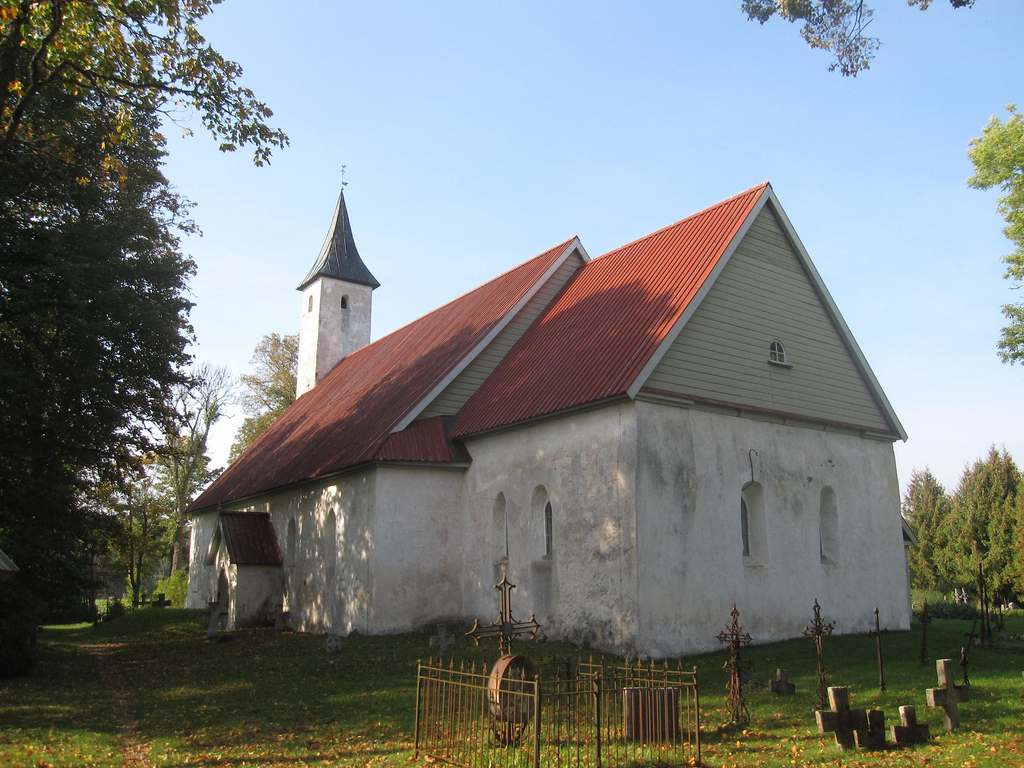
Hosby